# Plateau de Paunsaugunt

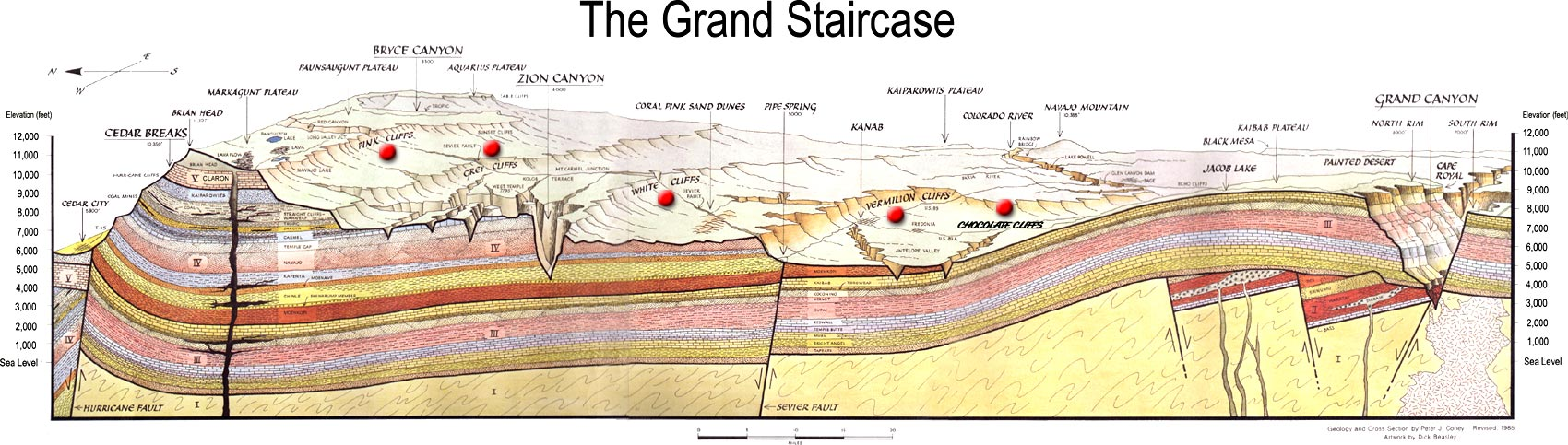
Schéma indiquant la position du plateau dans le Grand Staircase.

Le Plateau de Paunsaugunt (Paunsaugunt  plateau en anglais) est un plateau localisé au sud-ouest de l'État de l'Utah aux États-Unis. Son altitude varie entre 2 100 m et 2 800 m. Il s'étend à l’ouest du territoire du comté de Garfield sur une longueur de 40 km pour une largeur d'environ 16 km.
L’ouest du plateau est drainé par le cours d’eau dénommé East Fork Sevier River qui est un affluent de la rivière Sevier qui s’écoule ensuite vers le nord avant de se jeter dans le lac Sevier. Le côté oriental du plateau fait partie du bassin hydrographique du fleuve Colorado. Une partie importante de ce plateau appartient au parc national de Bryce Canyon et à la forêt nationale de Dixie. Le plateau est à la limite entre le bassin hydrographique du fleuve Colorado et celui connu sous le nom de Grand Bassin.
Le plateau est âgé de 10 à 20 millions d'années, ce qui correspond au soulèvement du Plateau du Colorado.  Ce soulèvement fut également à l'origine du phénomène de diaclase sur le bord du plateau. Du fait de l'érosion de ces roches fragilisées, les bords du plateau ont donné naissance à des rochers aux formes particulières que l'on peut voir au sein du parc national de Bryce Canyon. Le parc abrite en effet des rochers en forme d'arches ou de hoodoos qui sont le symbole du parc. D'un point de vue climatique, le plateau est soumis à des températures très froides et connaît environ 200 cycles de gel/dégel chaque année ce qui renforce l'érosion.
La route touristique américaine Highway 12 traverse ce plateau.